# 超时空要塞 (游戏)
《超时空要塞》是一款由南梦宫制作和出品的横向卷轴射击游戏。游戏于1985年在紅白機发行。
玩家控制着一个名为VF-1女武神的可变战机。游戏中有被称为杰特拉帝人的外星人入侵，玩家需要将它们击败。